# Alchemilla trullata
Alchemilla trullata é uma espécie de rosácea do gênero Alchemilla, pertencente à família Rosaceae.